# Blunt (tabaco)

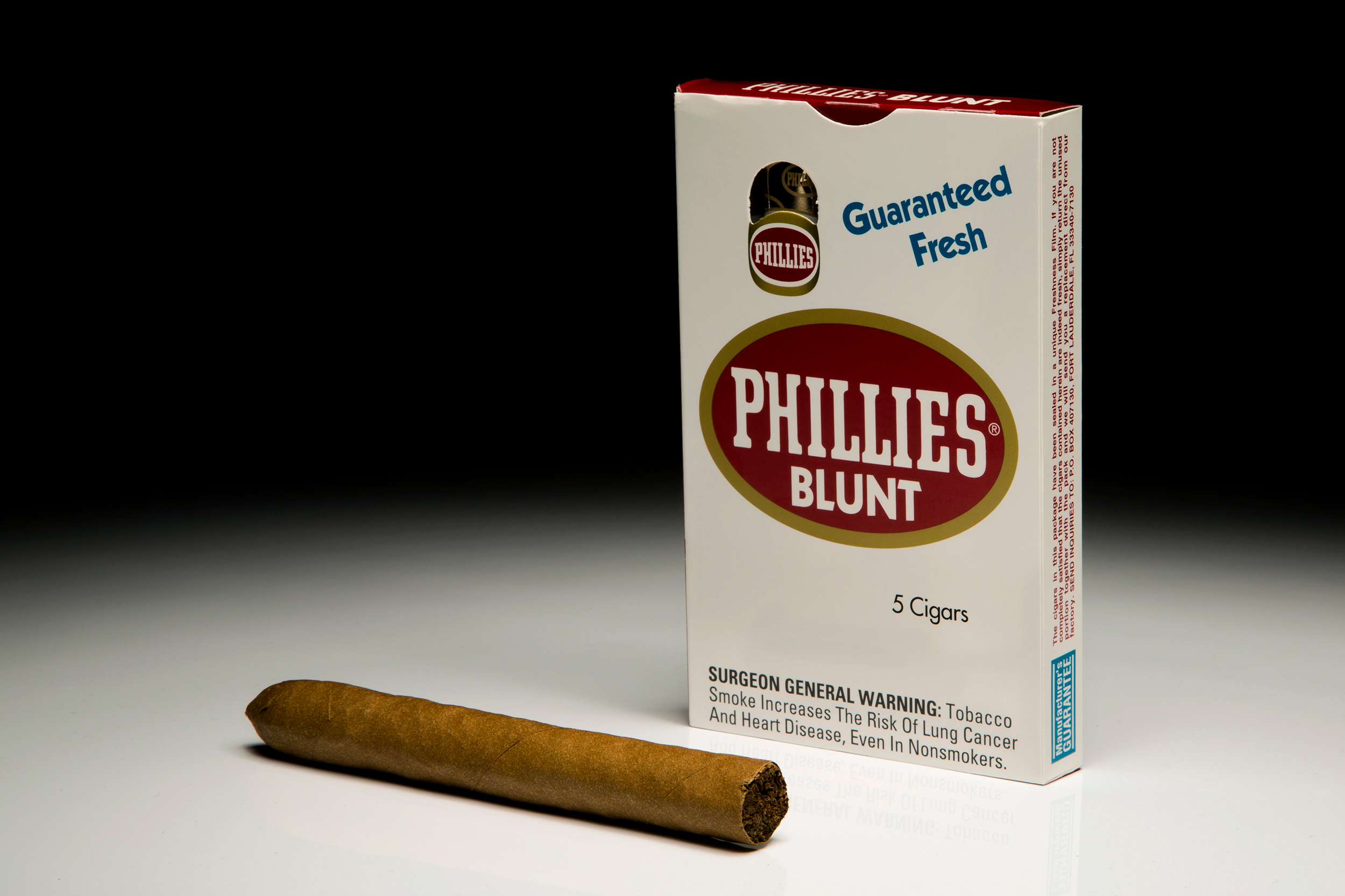
Paquete de blunts de Phillies.

Un blunt es un tamaño de puro, más ancho que un cigarrillo pero no tan ancho como un Corona, por lo que es equivalente a un petit corona, mientras que el mini-blunt equivale a la petit panatella. Estos puros suelen constar de dos partes principales; la hoja interior, que es similar al papel de fumar de un cigarrillo, excepto que está hecha de tabaco, y una hoja exterior más gruesa que se enrolla alrededor de la hoja interior en forma de espiral. En la mayoría de los blunts disponibles comercialmente, las «hojas» no son hojas de tabaco reales, sino papel hecho de pulpa de tabaco.
El blunt, que en inglés significa «romo», «sin punta» (pronunciación en inglés: /blʌnt/), debido a su punta ancha y redondeada, fue así denominado en el siglo XIX, para diferenciarlos de otros puros con una punta afilada y puntiaguda. Los blunts fueron tan populares en los Estados Unidos, que se llegaron a vender en máquinas expendedoras. Originalmente se fabricó en Filadelfia con una envoltura exterior de tabaco de una sola hoja. En ese momento, este era el único cigarro envuelto en una hoja continua, otros cigarros usaban trozos de hojas como envoltorio exterior. Las hojas de tabaco se estrechan naturalmente en los extremos. Dado que este cigarro se enrollaba en una hoja, el extremo se estrechaba y tenía una apariencia redonda, por lo que se comercializaron como Blunt. Debido a la popularidad de este estilo de cigarros, se lanzaron al mercado muchos otros blunts. Las marcas de blunts incluyen: Phillies, Dutch Masters, Backwoods, White Owl, las marcas de Altadis Antonio Y Cleopatra, El Producto y Tampa Nugget, así como las marcas de Swedish Match Game y García Y Vega, y las marcas de Swisher Sweets King Edward, Optimo y Pom Pom. Estos tipos de puros se venden comúnmente en tiendas de conveniencia, gasolineras y supermercados, en contraste con los puros premium, que se venden específicamente en las tiendas de puros. Los blunts se queman rápidamente como los cigarrillos, y algunos se pueden fumar en unos 5 min., mientras que un puro premium tarda aproximadamente 1 h en quemarse. A diferencia de los puros premium, los blunts ya están cortados o tienen un agujero en el extremo de la boca para que pase el humo, por lo que no es necesario cortarlos en el extremo de la boca. Los blunts también son significativamente más baratos que los puros premium.

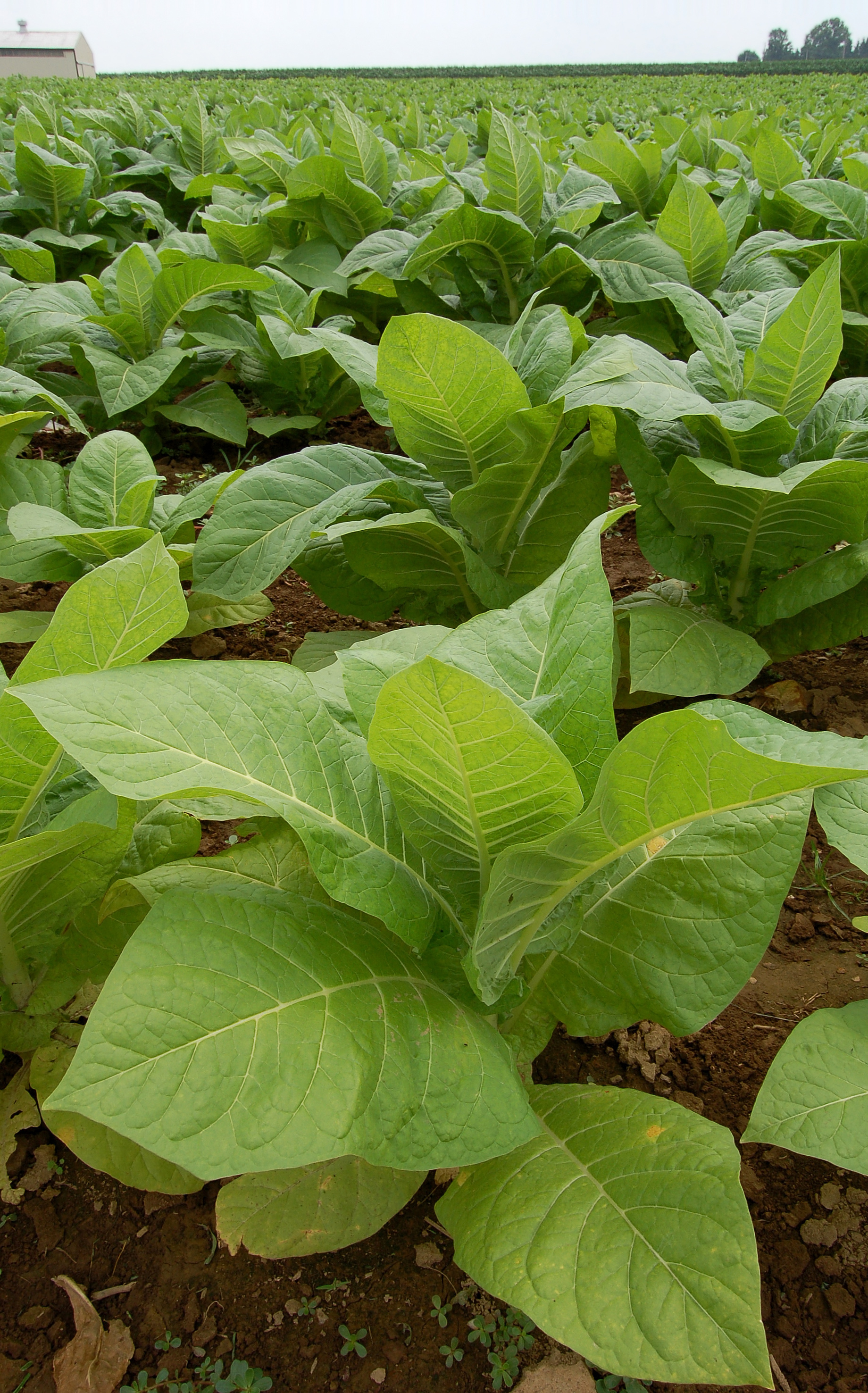
Hoja de tabaco con fin romo

Con el tiempo, el término Blunt pasó a describir cualquier puro envuelto en una sola hoja continua. Sin embargo, en la década de 1970 se inventó una nueva forma de producir puros. Esta forma se conoce como encuadernación en espiral. Ya no era necesario enrollar los puros en una sola hoja continua, sino que se podía emplear una envoltura en espiral continua desde la base hasta la punta. La forma básica de un blunt se mantuvo sin cambios, aunque las características de combustión de un puro envuelto en espiral no son las mismas que las de una sola hoja continua. Sin embargo, la envoltura en espiral es mucho menos costosa que usar una sola hoja de tabaco completa. La envoltura en espiral proporciona un mejor sellado que una sola hoja continua, ya que se puede realizar la superposición (al igual que envolver un brazo en un vendaje, la envoltura en espiral es más fácil de sellar que una sola venda continua).
También se encuentran a la venta las hojas de tabaco empaquetadas de manera individual. Se trata de hojas de tabaco que, por su naturaleza y apariencia, se utilizan para enrollar un puro en una hoja continua. La Junta de Impuestos al Tabaco de los Estados Unidos (Tobacco Taxation Board) ha clasificado todos los envoltorios de puros individuales como "blunts" y los grava como tabaco para liar. Muchos estados en este país clasifican el papel blunt (blunt wrap) como tabaco y se requiere una licencia para venderlos y recaudar impuestos. En Canadá la definición legal de papel blunt  es «una hoja o tubo hecho de tabaco que se utiliza para enrollar tabaco de cigarrillos, similar al papel de liar». El uso de estas hojas continuas individuales está más cerca de los blunts originales del siglo XIX, ya que no eran una envoltura en espiral sino trozos de hoja.